# Gananoque
Gananoque (offiziell Town of Gananoque) ist eine Gemeinde im Südosten der kanadischen Provinz Ontario. Sie liegt in den United Counties of Leeds and Grenville, wird jedoch nicht vom County verwaltet. Gananoque ist eine „separated municipalitiy/separated town“ und hat den Status einer Single Tier (einstufigen Gemeinde).

## Lage
Die Gemeinde liegt am Nordufer des Sankt-Lorenz-Stroms, etwa 155 Kilometer südsüdwestlich von Ottawa bzw. etwa 30 Kilometer östlich von Kingston an der Einmündung des Gananoque Rivers. Die Stadt ist Ausgangspunkt für den Zugang zu den Admiralty Islands, einer Inselgruppe der Thousand Islands die teilweise auch zum Thousand-Islands-Nationalpark gehört.

## Geschichte
Ursprünglich Siedlungsgebiet verschiedener Völker der First Nations, hauptsächlich der Irokesen und der Anishinaabeg, reicht die Geschichte der heutigen Gemeinde zurück bis in die Zeit der Ankunft europäischer Siedler Ende des 18. Jahrhunderts. Nach dem Amerikanischen Unabhängigkeitskrieg wurde der Loyalist Joel Stone, ein United Empire Loyalist, vom britischen König George III. für seine Treue zur Krone hier mit Land ausgezeichnet und aus dessen Ansiedlung, zu der auch eine mit Wasserkraft angetriebene Mühle gehörte, entwickelte sich die heutige Stadt. Im Krieg von 1812, dem Zweiten Unabhängigkeitskrieg, kam es bei der Ortschaft zu einem kleinen Gefecht zwischen britischen und amerikanischen Einheiten. Im Anschluss wurden hier Truppen stationiert, Befestigungen vorgenommen und der Hafen wurde Stützpunkt für eine Gruppen von Kanonenbooten, welche von hier aus in der nahegelegenen Inselgruppe patrouillierte und Transportschutz gab. Am 28. Mai 1936 wurde Gananoque durch die kanadische Regierung, auf Vorschlag des Historic Sites and Monuments Board of Canada, zu einem „nationalen historischen Ereignis“ erklärt.

## Demografie
Der Zensus im Jahr 2016 ergab für die Siedlung eine Bevölkerungszahl von 5159 Einwohnern, nachdem der Zensus im Jahr 2011 für die Siedlung eine Bevölkerungszahl von noch 5194 Einwohnern ergeben hatte. Die Bevölkerung hat damit im Vergleich zum letzten Zensus im Jahr 2011 entgegen dem Trend in der Provinz um 0,7 % abgenommen, während der Provinzdurchschnitt bei einer Bevölkerungszunahme von 4,6 % lag. Bereits im Zensuszeitraum von 2006 bis 2011 hatte die Einwohnerzahl in der Siedlung entgegen den Trend um 1,7 % abgenommen, während sie im Provinzdurchschnitt um 5,7 % zunahm.

## Verkehr
Gananoque liegt am Ontario Highway 401. Nördlich der Stadtgrenzen verläuft eine Eisenbahnstrecke der Canadian National Railway, auf der auch die Corridor-Personenzüge der VIA Rail verkehren und hier planmäßig halten. Der örtliche Flughafen (IATA-Code: -, ICAO-Code: -, Transport Canada Identifier: CNN8) liegt etwa 12 Kilometer nordwestlich der Stadt und hat drei asphaltierte Start- und Landebahn von jeweils nur 771 Metern Länge.